# Карауш, Людмила Сафроновна
Людмила Сафроновна Карауш (16 июля 1937; УССР, село Пасат, Балтский район, Одесская область — 31 октября 2017; Россия, Москва) — советская и российская актриса театра и кино. Актёр озвучивания. Наиболее узнаваема по ролям в фильмах «Стряпуха», «Песочные часы», «Стучись в любую дверь», «Академик из Аскании».

## Биография
Людмила родилась 16 июля 1937 г.р. в украинском селе Пассат, Балтского района Одесской области в семье военнослужащего Сафрона Григорьевича Карауша.
В 1939 году семья Караушей переехала в Москву. Там Людмила в 1944 году стала ученицей средней школы № 290, окончила её, она в 1954-м году этого года поступила на актёрский факультет ВГИКа, в мастерскую Владимира Вячеславовича Белокурова и Михаила Ильича Ромма. Училась вместе с Ариадной Шенгелая, Ингой Будкевич, Эдуардом Изотовым, Микаэлой Дроздовской, Кириллом Столяровым.
ОБРАЗОВАНИЕ: Всесоюзный государственный институт кинематографии (1959).
Окончив ВГИК в 1959 году, Людмила Карауш была принята в труппу Театра-студии киноактёра (с 1991 года — Государственный театр киноактёра), где отработала ровно сорок лет.
Ушла из жизни 31 октября 2017 в Москве в возрасте 80-ти лет.

## Личная жизнь
- Была замужем за Александром Георгиевичем Рыбиным, оператор (1935—2016). В 1960 — родилась дочь Наталья.
- Была замужем во второй раз за Александром Павловичем Рагулиным, хоккеист (1941—2004). В 1969 — родился сын Антон.

## Работы

### Фильмография
- 1956 — На переправе, к/м (Тоня)
- 1958 — Стучись в любую дверь — Люся, медсестра, сестра Андрея
- 1959 — Любой ценой — Зина (нет в титрах)
- 1961 — Совершенно серьёзно (киноальманах) — продавщица
- 1961 — День, когда исполняется 30 лет — Тоня
- 1961 — Две жизни — француженка (нет в титрах)
- 1961 — Академик из Аскании — Надийка
- 1962 — Ход конём — подруга Жана
- 1962 — Кубинская новелла (короткометражный) — рабочая, делегат от табачной фабрики
- 1962 — Капитаны голубой лагуны — гостья на дне рождения
- 1963 — Королевство кривых зеркал — королевская танцорша
- 1964 — Трудный переход — Галя
- 1964 — Сумка, полная сердец — Леруся, дочь Авдотьи
- 1964 — Наш честный хлеб — Люська, доярка, подруга Кати
- 1965 — Стряпуха — Наталья, подруга Таисии
- 1965 — Пограничная тишина — Гюзель, продавщица
- 1965 — Наш дом — официантка (нет в титрах)
- 1965 — Лебедев против Лебедева — сотрудница НИИ, призывает всех на собрание
- 1965 — Двадцать лет спустя — Люда
- 1965 — Бывает и так (киноальманах)
- 1966 — Прощай — подруга Нины
- 1966 — Нет и да — Конкина
- 1966 — Айболит-66
- 1968 — Новые приключения неуловимых — aдыгейская княжна
- 1968 — Доживем до понедельника — секретарь директора школы (нет в титрах)
- 1970—1971 — Корона Российской Империи, или Снова Неуловимые — Зизи, фрейлина
- 1970 — Монолог (короткометражный) — эпизод 1971, 1972 — Руслан и Людмила — служанка при дворе Черномора
- 1973 — Ткачихи — Катя
- 1973 — Друзья мои… (киноальманах)
- 1975 — Что с тобой происходит? — капитан милиции
- 1975 — Когда наступает сентябрь — соседка Кондриковых
- 1975 — Ау-у! (киноальманах) — зрительница в первом ряду
- 1976 — Ты — мне, я — тебе — Жаклин, подруга Сани
- 1976 — «Сто грамм» для храбрости (киноальманах) — официантка в кафе 1977 — Рождённая революцией
- 1977 — Приезжая — колхозница у клуба
- 1977 — Диалог — Ира, ассистентка Крашке
- 1978 — Право первой подписи — эпизод
- 1979 — Выстрел в спину — Марина
- 1980 — Клоун Мусля (короткометражный) — администратор гостиницы
- 1983 — Тревожный вылет — Валентина Ивановна, мать Людмилы
- 1983 — Признать виновным — приёмщица в мастерской
- 1984 — Песочные часы — Людмила
- 1985 — Самая обаятельная и привлекательная — администратор гостиницы в Сущевске
- 1986 — Размах крыльев — эпизод (нет в титрах)
- 1986 — Путь к себе — дежурная в гостинице
- 1987 — Шантажист — дама в шляпе на родительском собрании
- 1987 — Свободное падение — эпизод
- 1987 — Про любовь, дружбу и судьбу — жена Егора
- 1987 — Наездники (киноальманах) — мама
- 1989 — Счастливчик — дама с собакой
- 1989 — Процесс — Людмила Ивановна, адвокат Ломакиной
- 1990 — Наутилус — заместитель директора магазина
- 1991 — Пока гром не грянет — фасонистая дама
- 1991 — Плащаница Александра Невского — проводница
- 1992 — Исполнитель приговора — Галя, секретарша
- 1993 — Лимита — продавщица
- 1999 — Президент и его внучка — администратор
- 1999 — Мама — продавец

### Театральные работы
Играла роли в театрах

### Озвучивания
- 1966 — Мечта моя
- 1971 — Перед рассветом
- 1974 — Вычисленное счастье (Jáchyme, hod ho do stroje!) — Бланка
- 1974 — 4 мушкетера Шарло (Quatre Charlots mousquetaires, Les) — Констанция Бонасье (роль Джозефины Чаплин)
- 1977 — Удар в спину — Зиба (роль Амалии Панаховой)
- 1977 — Рача, любовь моя (Rača, láska moja)
- 1977 — Бездна (Deep, The) — Гейл Берк (роль Жаклин Биссет)
- 1978 — Владыка судьбы (Muqaddar Ka Sikandar) (роль Ракхи Гульзар)
- 1980 — Я ещё вернусь (Gözlə məni) — Фахранда (роль Амалии Панаховой)
- 1980 — Укол зонтиком (Coup du parapluie, Le) — Жозиана (роль Кристины Мюрилло) 1980 — Девушка со швейной машинкой (სიყვარული ყველას უნდა)
- 1981 — К сокровищам авиакатастрофы (Treasure of the Yankee Zephyr) — Салли
- 1981 — Золотая пропасть (Qızıl uçurum) — Белянка (роль Елены Габец)
- 1982 — Любовный недуг (प्रेम रोग) 1983 — Волшебная ночь — Иалтамзе (роль Нинель Чанкветадзе)
- 1984 — Сплошные неприятности с двойником (Didi — Der Doppelgänger) — Молли
- 1984 — Великий поход за невестой